# Heinrich Rudolph Schmidt

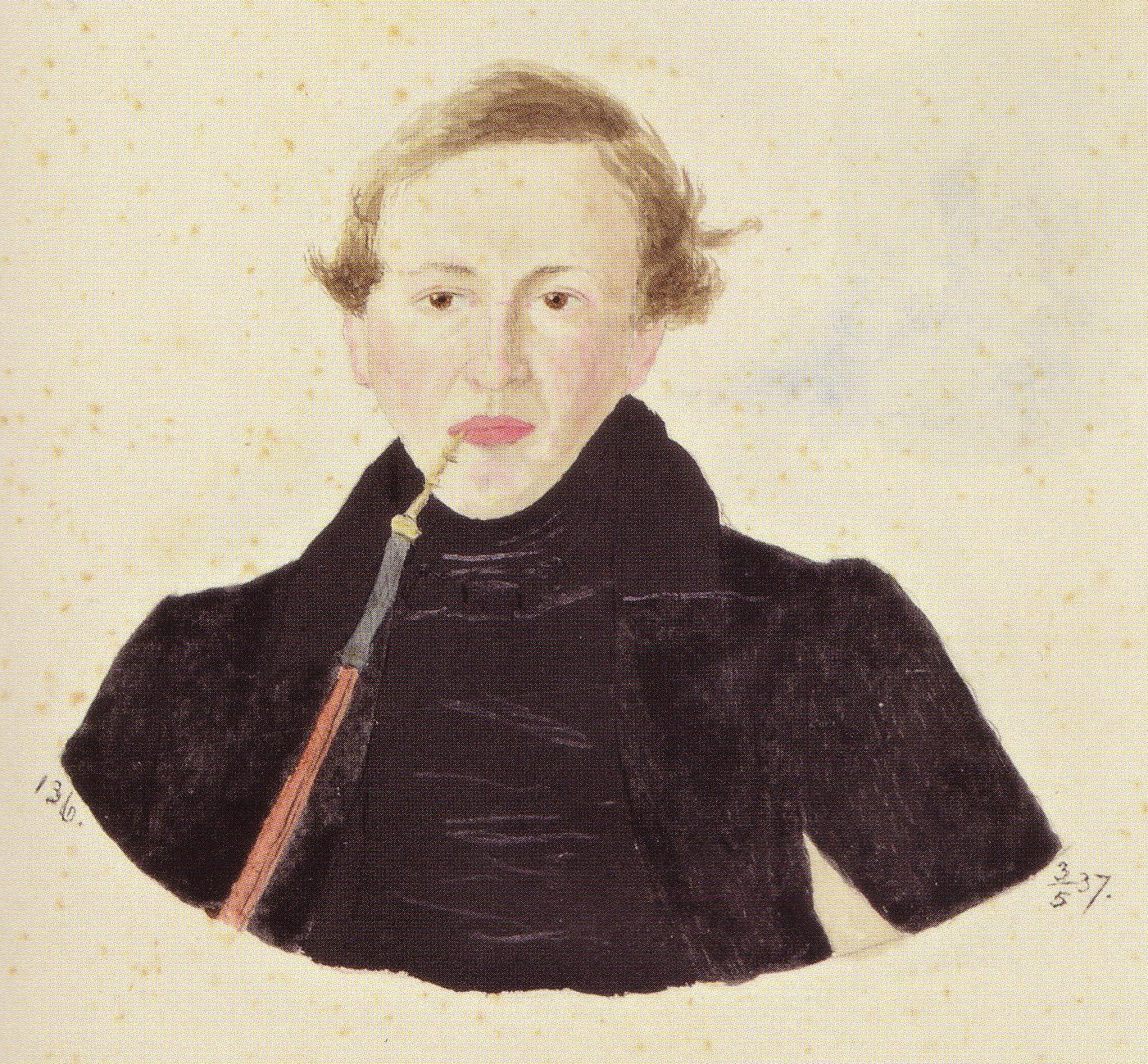
Heinrich Rudolph Schmidt (1837)

Heinrich Rudolph Schmidt (* 30. August 1814 in Königsberg i. Pr.; † 1867 in Elbing) war ein deutscher Gymnasiallehrer.

## Leben
Schmidt besuchte das Kneiphöfische Gymnasium, von dem er Ostern 1833 mit dem Abitur abging. An der Albertus-Universität Königsberg immatrikulierte er sich für Naturwissenschaften, Physik und Chemie. Er wurde Mitglied der Pappenhemia. In den Blättern der Erinnerung (Schmiedeberg) ist ein studentisches Porträtaquarell von „Sir Sidney“ erhalten. Er beendete das Studium Ostern 1837 und wurde zum Dr. phil. promoviert. Als Lehrer an der St. Johann-Schule Danzig unterrichtete er von 1839 bis 1852 Naturwissenschaften und Physik in allen Klassen. Er legte ein Naturalienkabinett an, zu dem er selbst viele Insekten, Vögel und Mineralien beitrug. Von Danzig wurde er als Direktor der Höheren Töchterschule nach Elbing berufen. Dort starb er im 53. Lebensjahr.

## Werke
- Grundriß des Naturgeschichte für die oberen Klassen Höherer Bürgerschulen. 1842
- Verzeichnis der preußischen Schmetterlinge. Danzig 1851[3]